# Diocesi di Calcide di Grecia
La diocesi di Calcide di Grecia (in latino: Dioecesis Chalcidensis in Graecia) è una sede soppressa e sede titolare della Chiesa cattolica.

## Storia
Calcide è un'antica sede vescovile della Grecia, sull'isola di Eubea, che in età medievale i Veneziani chiamarono Negroponte, dal ponte che la univa al continente.
Inizialmente suffraganea dell'arcidiocesi di Corinto, nel IX secolo entrò a far parte della metropolia di Atene. Era conosciuta anche con il nome di Euripo e come tale è menzionata nella Notitia Episcopatuum redatta dall'imperatore bizantino Leone VI (886-912).
Non sono molti i vescovi greci documentati di questa antica diocesi nel primo millennio. Il primo è Costantino, che sottoscrisse nel 458 la lettera dei vescovi della Grecia all'imperatore Leone I dopo la morte di Proterio di Alessandria. Le Quien fa precedere Costantino dal vescovo Anatolio (363); ma questo vescovo appartiene in realtà alla sede di Berea nella Siria Prima. Dopo Costantino Le Quien inserisce, con il beneficio del dubbio, un Giovanni Damasceno, vescovo di Evaria, inserito dallo stesso autore anche nella cronotassi dei vescovi di Eurea di Fenicia. Teodoro e Teofilatto, vescovi di Euripo, presero parte rispettivamente ai Concili di Costantinopoli dell'869-870 e dell'879-880 che trattarono la questione del patriarca Fozio di Costantinopoli.
Nel 1205 tutta l'isola fu occupata da Bonifacio I del Monferrato e nel 1209 passò alla repubblica di Venezia, che istituì la signoria di Negroponte, conquistata dai Turchi nel 1470. In questo periodo fu istituita sull'isola una diocesi di rito latino, che prese il nome di Negroponte, con sede nell'antica Euripo. Primo vescovo fu il greco Teodoro, che aveva aderito al cattolicesimo e perciò fu confermato dal legato pontificio sulla sede di cui era già vescovo. La diocesi fu unita al patriarcato di Costantinopoli l'8 febbraio 1314 e servì da commenda per la sussistenza dei patriarchi latini, che dal 1261 vivevano in esilio in seguito alla caduta dell'impero latino di Costantinopoli. Negroponte divenne così la residenza ufficiale dei patriarchi latini di Costantinopoli, anche se molto spesso essi risiedevano altrove e guidavano la diocesi tramite un procuratore. Tale situazione permase fino alla caduta dell'isola in mano turca nel 1470.
Dal 1933 Calcide di Grecia è annoverata tra le sedi vescovili titolari della Chiesa cattolica; la sede è vacante dal 26 novembre 1966.
Fino al vescovo Johannes Olaf Fallize, la sede è menzionata dalle fonti come sede arcivescovile di Calcide (o anche Negroponte). Solo successivamente la sede è ridotta al rango di diocesi.

## Cronotassi

### Vescovi greci
- Anatolio ? † (menzionato nel 362 circa)
- Costantino † (menzionato nel 458)
- Giovanni ? †
- Teodoro † (menzionato nell'869)
- Teofilatto † (menzionato nell'879)

### Vescovi latini di Negroponte
- Teodoro † (8 dicembre 1208 - ?)
- Giovanni I † (menzionato nel 1233)
- P. † (? - 9 novembre 1268 nominato arcivescovo di Atene)
- Giovanni II, O.P. † (13 novembre 1272 - ?)
- Gualterio † (1º luglio 1296 - 1313 deceduto)
  - Sede unita a Costantinopoli (1314-1470)

### Vescovi titolari di Negroponte
- John Hatton † (20 maggio 1502 - 25 aprile 1516 deceduto)
- Philippe Brunet † (14 marzo 1515 - ? deceduto)
- Richard Wilson † (21 luglio 1516 - 27 febbraio 1523 nominato vescovo di Meath)
- Mathieu Gualtier † (16 novembre 1537 - ? deceduto)
- Francesco Comestoris † (29 maggio 1560 - ? deceduto)

### Arcivescovi titolari di Calcide
I seguenti vescovi sono indicati dagli Annuari pontifici dell'Ottocento e del primo Novecento, come arcivescovi titolari di Calcide o Negroponte o Euripos di Grecia. Catholic hierarchy li inserisce tra gli arcivescovi titolari di Calcide di Siria.
- Boghos Maroushian † (14 agosto 1832 - 3 aprile 1838 nominato arcieparca di Costantinopoli)[5]
- Henri-Victor Altamayer, O.P. † (4 aprile 1884 - 24 novembre 1887 succeduto arcivescovo di Baghdad)
- Severo García † (4 febbraio 1888 - 16 marzo 1890 deceduto)
- Luiz Antônio dos Santos † (26 giugno 1890 - 11 marzo 1891 deceduto)
- Pietro Facciotti † (19 aprile 1897 - 20 aprile 1913 deceduto)
- Carlo Pietropaoli † (29 aprile 1913 - 29 giugno 1922 deceduto)
- Johannes Olaf Fallize † (9 ottobre 1922 - 23 ottobre 1933 deceduto)

### Vescovi titolari di Calcide di Grecia
- Gallus Steiger, O.S.B. † (11 dicembre 1933 - 26 novembre 1966 deceduto)